# Margareta Alin Hegelund
Margareta Alin Hegelund, född Hyltén 27 september 1945 i Kristianstad, är en svensk museichef och antikvarie.

## Biografi
Hegelund avlade studentexamen i Trelleborg och därefter fil kand vid Lunds universitet 1970. Vid Lunds universitet läste hon etnologi, arkeologi och konstvetenskap. Hon medverkade också vid jubileumsutställningen för Lunds lasarett 200 år.
Hegelund blev senare amanuens för Sven B. Ek och arbetade för honom vid Landskrona museum. År 1979 efterträdde hon Ek som kulturchef i Landskrona kommun.
Vid årsskiftet 1992/1993 tillträdde hon som chef för Kulturen i Lund. Under hennes tid som chef utsågs Kulturen till Årets museum 2004 och fick ett specialpris för fredskultur vid Nordisk museumsfestival 2002.
Hösten 2006 utsågs Hegelund till chef för Världskulturmuseet i Göteborg med tillträde 1 januari 2007. År 2009 blev även Världskulturmuseet Årets museum. Hegelund avgick med pension från Världskulturmuseet vid årsskiftet 2009/2010.
Hegelund var ordförande i Svenska Unescorådet 1995–1998 och vice styrelseordförande för Forum för levande historia.
Hegelund mottog Lunds kommuns förtjänsttecken i december 2001. Hon har också utsetts till Årets landskronit 1992 och Årets lundensare 2001.

## Familj
Margareta Alin Hegelund är dotter till lektor Per Hyltén och adjunkt Ulla Hyltén, född Persson. Hon var tidigare gift med civilingenjör Peter Alin och fick två barn i detta äktenskap. Hon hade senare en relation med redaktören Åke Jönsson och fick ett barn i denna relation. Hon gifte sig senare med arkitekten Björn Hegelund.